# Joe Vogler
Pour les articles homonymes, voir Vogler.
Ne doit pas être confondu avec Joe Fogler.
Joe Vogler (né le 24 avril 1913 au Kansas et mort le 31 mai 1993 en Alaska) est le fondateur du Parti pour l'indépendance alaskaine, un parti indépendantiste de l'État américain d'Alaska. Il a été candidat au poste de gouverneur de l'Alaska en 1974. Les circonstances de sa mort en 1993 restent peu claires. Il a tenté de faire la dernière tentative de sécession d'un des états des États-Unis à ce jour.

## Biographie
Né dans une ferme à Barnes au Kansas dans une famille de cinq enfants, il fait des études de droit à l'Université du Kansas. Il se rend en Alaska en 1942 où il travaille pour l'armée à Fairbanks jusqu'en 1951. Il travaille ensuite dans une mine. Il admirait Thomas Jefferson qui pour lui était le plus grand penseur politique qui ait existé. Il commence sa carrière politique en 1973 en lançant une pétition pour l'indépendance de l'Alaska, et se présente aux élections pour le poste de gouverneur en 1974, puis comme lieutenant-gouverneur en 1978. Il tente de nouveau sa chance en 1982 et 1986.
Il disparait dans des conditions suspectes le 30 mai 1993,,. Manfried West, un voleur, a avoué un an après l'avoir assassiné, mais il s'est rétracté par la suite. Son corps n'a été retrouvé qu'en octobre 1994. Il a été condamné pour l'assassinat de Joe Vogler à 80 ans de prison.

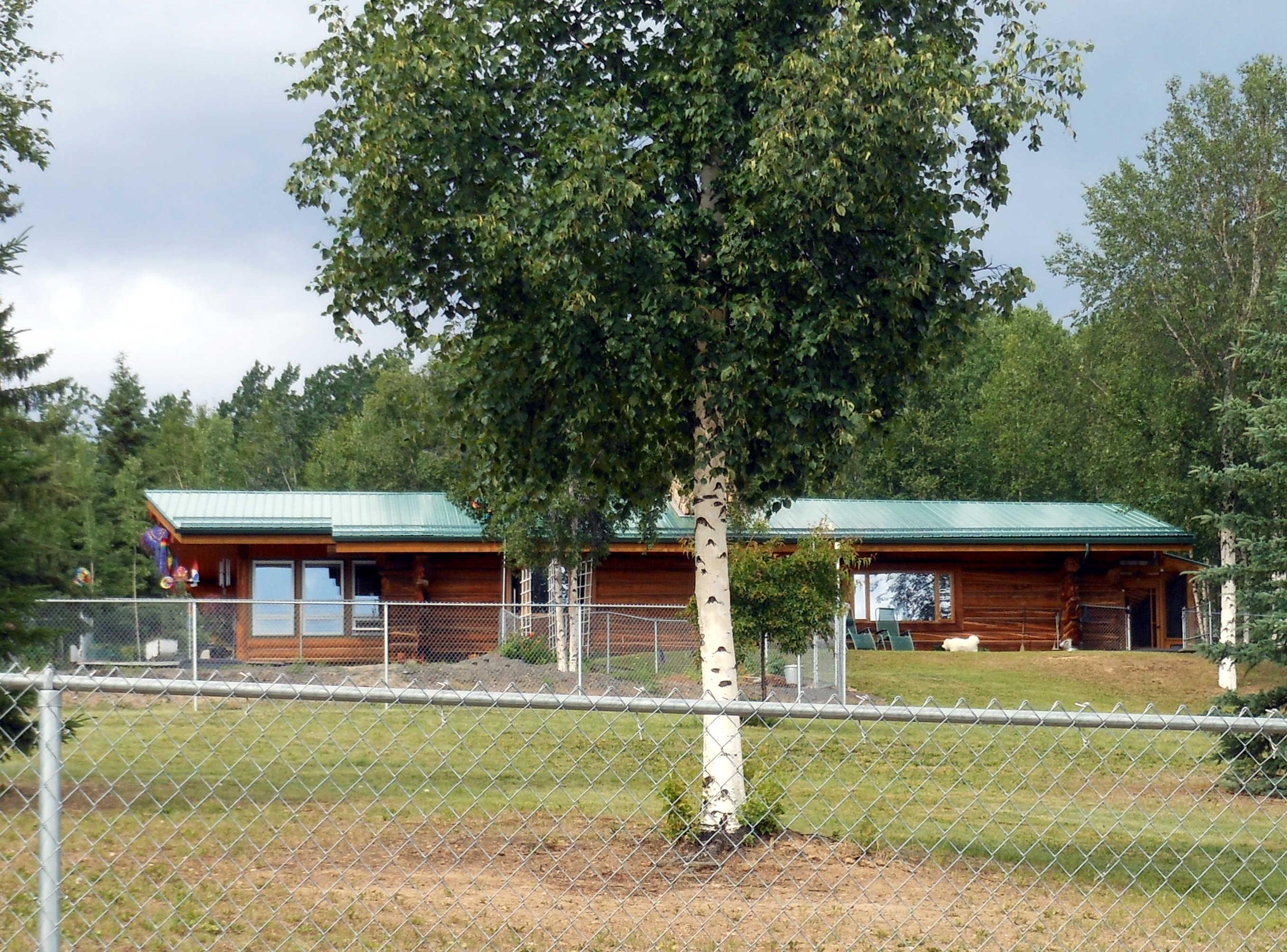
Maison de Joe Vogler à Fairbanks.